# Karl-Maria Kinsky
Karl-Maria Kinsky (21. března 1955 v Badenu u Vídně – 9. dubna 2021) byl rakouský herec, kabaretista, autor a zpěvák.

## Biografie
V Badenu navštěvoval Hauptschule a po jejím ukončení se učil na obchodníka. Než začal pracovat jako herec tak prošel různá zaměstnání u armády a policie, jako řidič nákladních aut a později jako zemský sekretář strany FPÖ. V roce 1982 otevřel restauraci „Gute Stube“ v Bad Vöslau.
V polovině devadesátých let začal hrát v kabaretu, poprvé vystoupil v roce 1998 jako herec. Hrál v různých televizních produkcích jako: Medicopter, Bezirksrichterin Julia, König Otto, Liebe, Lügen, Leidenschaften nebo jako „Peitschenpaul“ (v seriálu ORF Tom Turbo). Spolupracoval s režiséry Peter W. Hochegger, Werner Boote, Rainer Hackstock a Robert Dornhelm. Svoji činnost jako politický kabaretista ukončil v roce 2000.
Mezi lety 1995 až 2010 byl členem souboru Parndorfer Kultursommer a hrál zde klasické role na jevišti v Parndorfu. Od roku 2010 byl stálým členem Městského divadla Mödling.
Kinsky zemřel po těžké nemoci ve věku 66 let.

### Rodina
Z otcovy strany pocházel ze šlechtického rodu Kinských z Vchynic a Tetova. Byl otcem autora a zpěváka Karl-Maria Kinsky juniora a s manželkou Dominique má ještě jedno vlastní dítě a jedno osvojené dítě.